# 톰 브라운 (패션 디자이너)

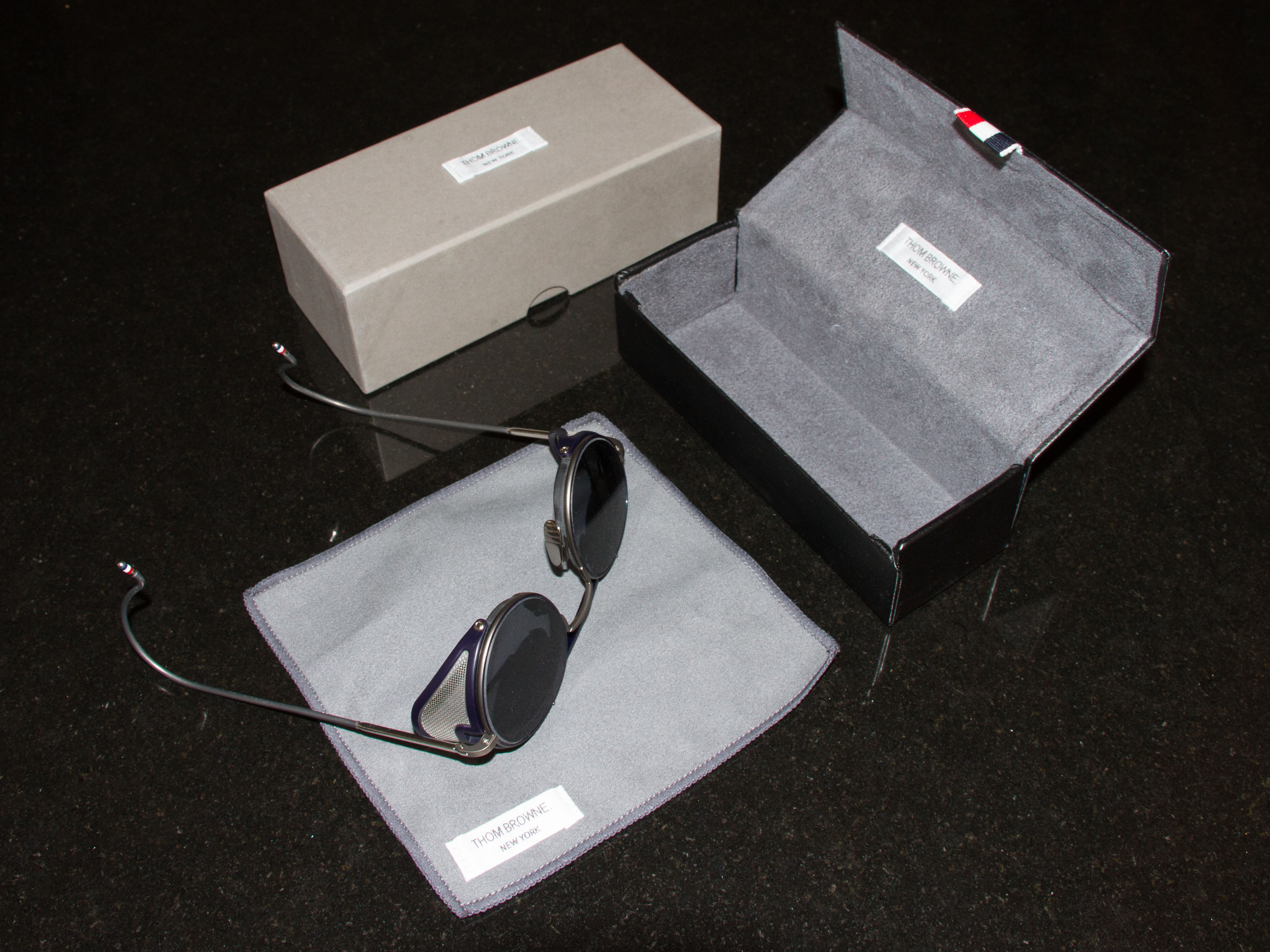
톰 브라운 선글라스

톰 브라운(Thom Browne, 1965~)은 미국 패션 디자이너다. 그는 뉴욕에 본사를 둔 남성, 여성복 브랜드 톰 브라운의 설립자이며 수석디자이너다. 톰 브라운은 남성 정장을 그만의 스타일로 재해석하는 것으로 알려져있다. 프랑스 국기를 반대로 한 듯한 빨강, 흰색, 파랑으로 이루어진 삼색 그로스 그레인이 톰 브라운을 상징한다.

## 역사

### 생애
톰 브라운은 펜실베이니아주 엘렌타운(Allentown, Pennsylvania)에서 자랐으며 윌리암 알렌 고등학교(William Allen High School)를 졸업하였다. 그는 노터데임 대학교(University of Notre Dame)에서 경영학을 전공하였으며, 대학 내 수영팀에서 수영선수로 활동했다. 이 후 1988년에는 배우가 되기 위해 로스 엔젤레스(LA, Los Angeles)로 떠나기도 했다.

### 경력
그는 1997년 뉴욕에서 조르지오 아르마니의 판매원으로 일하였으며, 이 후 랄프로렌 산하 브랜드 클럽 모나코(Club Monaco)에서 디자이너로 뽑히게 되면서 랄프로렌 곁에서 개발팀을 이끌게 된다. 톰 브라운은 그의 브랜드를 론칭히기 전까지 몇 년 동안 클럽 모나코에서 디자인 부서를 이끌었다. 톰 브라운은 2001년 뉴욕에서 5가지의 수트 만을 사전 주문하에 제작하는 사업을 시작하였고, 2003년부터는 레디 투 웨어 컬렉션을 선보이기 시작했다. 그의 스타일은 1950년대 후반~60년대 초반 미국의 감각적이고 영감적인 느낌을 톰 브라운만의 비율로 클래식한 느낌을 표현한다. 톰 브라운은 예리한 재봉과 깔끔하고 오만하지 않은 스타일을 보여준다. 2018년 8월 28일, 그는 톰브라운의 지분 85%를 에르메네질도 제냐에 5억달러(한화 5549억원)에 매각한다.

### 뮤지엄 컬렉션[3]
- 메트로폴리탄 뮤지엄 코스튬 인스티튜트(Costume Institute at Metropolitan Museum)
- 빅토리아 앤 알버트 뮤지엄(Victoria and Albert Museum)
- 바쓰의 패션 뮤지엄(Fashion Museum in Bath)
- 쿠퍼 휴이트 국립 디자인 뮤지엄(Cooper Hewitt National Design Museum)

## 수상 경력[4]
- CFDA Menswear Designer of the Year Award in 2016, 2013 and 2006
- GQ Designer of the Year in 2008
- Cooper Hewitt National Design Award in 2012.
- Rising Star Award for Menswear by Fashion Group International in 2005
- Pratt Institute Fashion Visionary Award in 2013

## 콜라보레이션

### 브룩스 브라더스
2006년 12월 브룩스 브라더스는 톰 브라운과 협력하여 브룩스 브라더스 블랙 플리스 고급 남성 여성복을 만들겠다고 발표했다. 2007년 12월부터 브룩스 브라더스 매장에 의류를 판매하기 시작했다. 2008년 7월에 톰 브라운과 브룩스 브라더스는 블랙 플리스 콜렉션 협력 관계를 3년 연장하기로 결정했다고 발표했다.

### 몽클레르
톰 브라운은 2008년 이탈리아 스포츠웨어 및 다운점퍼 회사인 몽클레르(Moncler)의 한 고가 라인인 몽클레르 감므 블루(Moncler Gamme Bleu)라는 라인에 '디렉터'로 소속되어 톰브라운, 그리고 몽클레르의 감성이 섞인 여러 작품들을 내놓았다. 2009년 1월 첫 론칭을 했으며 밀란 패션 위크(Milan Fashion week)에 선보였다. 톰 브라운은 독특한 무대에서 패션쇼를 진행하였는데, 인공 스키 슬로프(2009), 실내 수영장인 Piscina Cozzi(2010), 실물크기의 군대식 막사(2010)에서 컬렉션을 선보였다.

### KOE
2016년 코에(KOE)가 톰 브라운과 함께 콜라보레이션 제품을 론칭했다. 미국 동부해안을 상징하는 'KOE DUCK'을 모티브로 하였으며 KOE의 미너멈한 스타일과 톰 브라운의 유니크한 디자인을 접목시킨 것이 특징이다. 2017년 F/W 시즌은 회색과 흰색을 기본으로 16년 콜라보레이션에 비해 심플한 디자인을 내놓았다.

### COLLETE
세계적으로 유명한 프랑스 파리의 2대 편집샵 'COLLETE'가 17년 10월 한 달동안 톰 브라운과 콜라보레이션을 진행했다. 콜레트가 진행하는 4번째 디자이너 콜라보이며, COLLETE의 2층을 1950년대 분위기와 톰 브라운을 대표할 수 있는 색인 회색으로 장식하여 31일 동안 신발, 남성복, 여성복, 악세사리 등 200여 가지 품목을 제공하였다. COLLETE는 17년 12월 20일 문을 닫을 예정이다.

## 매장 및 스토어[5]

### 매장
남성복과 여성복 컬렉션은 뉴욕, 도쿄, 서울, 홍콩 등에 Thom Browne 매장이 있다.

### 스토어
뉴욕의 버그도프 굿맨(Bergdorf Goodman), 바니스(Barneys), 르 봉 마르쉐(le Bon Marche), 런던, 도쿄, 뉴욕의 도버 스트리트 마켓(Dover Street Market), 한큐(Hankyu), 유나이티드 애로우(United Arrows) 등 세계 유수의 디자이너 전문 스토어가 있다.